# Fioretta Gorini
Fioretta Gorini fue la esposa de Juliano de Médici y madre de Julio de Médici, el futuro papa Clemente VII.

## Biografía
Fioretta Gorini fue hija del profesor Antonio Gorini. Su nombre es el diminutivo de Antonia o Antonietta.
El 26 de mayo de 1478, tras el asesinato de Juliano en la conspiración de los Pazzi, Fioretta dio a luz a su hijo Julio.
Fioretta y Juliano no estaban legalmente casados, pero el papa León X en 1513 declara a su hijo de legítimo matrimonio al afirmar que los padres de Julio habían contraído matrimonio clandestino.

## Cultura popular
- La figura femenina de Fioretta aparece representada en Ritratto di giovane donna (1475) de Sandro Botticelli, que está guardado en el Palacio Pitti, aunque también podría corresponder a Simonetta Vespucci, Clarice Orsini, Alfonsina Orsini o Lucrezia Tornabuoni.[5]
- La persona esculpida en la escultura Dama col mazzolino (1475) de Andrea del Verrocchio, que está guardada en el Museo Bargello de Florencia, puede corresponder a Fioretta Gorini.[6]